# متا، پنجاب
متا (به انگلیسی: Matta) یک شهر در پاکستان است که در پنجاب واقع شده‌است.